# Corticosterone
Il Corticosterone (CORT) è un ormone steroideo a 21 atomi di carbonio prodotto dalle ghiandole surrenali a livello della corteccia. 

## Ruolo
In molte specie, comprendenti gli anfibi, i rettili, i roditori e gli uccelli, il corticosterone è il principale glucocorticoide, coinvolto nelle reazioni metaboliche, nelle reazioni del sistema immunitario, e nella risposta da stress.
Nell'uomo il corticosterone è prodotto principalmente nella zona fascicolata della corteccia surrenalica. L'ormone nell'essere umano ha solo una debole attività glucocorticoide e mineralcorticoide ed è importante soprattutto come prodotto intermedio nella sintesi steroidogenica che dal pregnenolone porta all'aldosterone.  Il Corticosterone viene convertito in aldosterone dall'enzima aldosterone sintasi, rintracciabile solo nei mitocondri delle cellule della glomerulare. Le cellule endocrine della glomerulare si trovano nella zona glomerulare, che è la regione più superficiale della corteccia surrenalica

## Meccanismi di rilascio
Un esempio di modalità di rilascio dell'ormone si ha dopo stimolazione con raggi UV-B sulla cute di alcuni anfibi quali la Taricha granulosa, una salamandra del Nord America. Questo tipo di stimolazione sembra più che sufficiente a determinare un innalzamento nella produzione di corticosterone in quella specie.

## Effetti sulla memoria
Quando l'ormone viene somministrato subito dopo una perdita di memoria transitoria (quindi con successiva ripresa) sembra provocare una riduzione della memoria stessa. Tuttavia come è noto esistono differenti tipi di memoria (a breve termine, a lungo termine ecc.) ed il risultato di questo studio non può certo essere generalizzato.

## Galleria d'immagini

Steroidogenesi
Desossicorticosterone
Aldosterone